# Pora siesty
Pora siesty – autorska audycja muzyczna prowadzona przez Marcina Kydryńskiego. W latach 2001–2020 emitowana jako Siesta w Programie Trzecim Polskiego Radia. Od 12 lipca 2020, o tych samych porach ale pod zmienionym tytułem (Pora siesty) nadawana jest w internetowym Radiu Nowy Świat. Sygnał audycji się nie zmienił.
Audycja poświęcona jest głównie muzyce z okolic world music, jazzu (w tym m.in. smooth jazz, swing, cool jazz), soulu oraz tradycyjnego popu. Emitowana jest w każdą niedzielę pomiędzy godziną 15:00 a 17:00.

## Siesta w Programie III Polskiego Radia
W okresie od sierpnia 2006 do grudnia 2009 roku, do grupy dziesięciu najczęściej prezentowanych artystów w należeli: Sting, Pat Metheny, Branford Marsalis, Diana Krall, Richard Bona, Mariza, Angélique Kidjo, Ella Fitzgerald, Chris Botti oraz Harry Connick Jr. ex aequo z Anną Marią Jopek. Dziesięć najczęściej odtwarzanych utworów w tym okresie to, kolejno: „Les Ognons” (Alvin Youngblood Hart), „Punta del Soul” (Marcus Miller), „Song X” (Pat Metheny), „Mabel” (Branford Marsalis), „The Wexfor Carol” (Yo-Yo Ma), „Circle” (Herbie Hancock), „Walk Right In” (Corey Harris), „Ice Cream Man” (David „Fathead” Newman) oraz „The Cost of Living” (Pat Metheny).
W audycji pojawiały się specjalne kąciki poświęcone poszczególnym artystom:
- „Odrobina Patologii” – twórczość Pata Metheny’ego, w tym także rzadkie nagrania;
- „Ella Co Niedziella” – twórczość Elli Fitzgerald;
- „Stingowy Kwadrans” – twórczość Stinga, w tym także rzadkie nagrania;
- „Kącik Mozartowski” (od 2006 roku, który był Światowym Rokiem Mozartowskim) – twórczość Wolfganga Amadeusa Mozarta.

22 lipca 2007 audycja została po raz pierwszy zrealizowana poza studiem. Wydarzenie to miało miejsce w Sopocie, przed Krzywym Domkiem, przy okazji uroczystego otwarcia Międzynarodowych Spotkań z Kulturą Żydowską „Sopot 2007”.
Wiosną 2020 audycja została zawieszona z powodu pandemii COVID-19 (stacja od 17 marca nadawała według specjalnej ramówki): 15 marca wyemitowano ostatni odcinek przed przerwą (tego dnia audycję poprowadził wyjątkowo Mariusz Owczarek). 17 maja „Siesta” miała wrócić na stałe, jednak w tym wydaniu Marcin Kydryński pożegnał się ze słuchaczami. W wypowiedzi na antenie oraz na Facebooku, dziennikarz nawiązał do ostatnich wydarzeń w Trójce związanych z 1998 notowaniem Listy przebojów („branie się za bary ze złoczyńcami zostawimy ludziom, którzy się na tym znają (…) Na przykład Kazikowi”) przypominając, że rewolucja goździków w Portugalii w 1974 roku „też zaczęła się od włączonej w radiu piosenki” (chodzi o „E Depois do Adeus” w wykonaniu Paula de Carvalho).

## Siesta Festival
W dniach 29 kwietnia – 1 maja 2011, w Gdańsku odbyła się pierwsza edycja cyklicznego festiwalu muzycznego o nazwie „Siesta Festival”.

## Koncerty z cyklu „Siesta w Studio” i „Siesta w drodze”
| Data                               | Cykl                              | Wykonawca                                              | Miejsce                                                                    |
| ---------------------------------- | --------------------------------- | ------------------------------------------------------ | -------------------------------------------------------------------------- |
| 12 lutego 2012(dts)                | Siesta w Studio                   | Pedro Moutinho                                         | Warszawa, Teatr Studio (2 koncerty)                                        |
| 18 lutego 2012(dts)                |                                   | Camané                                                 | Wrocław, Synagoga Pod Białym Bocianem (w ramach Ethno Jazz Festival)       |
| 2 kwietnia 2012(dts)               | Siesta w Studio                   | Nancy Vieira                                           | Warszawa, Teatr Studio (2 koncerty)                                        |
| 29 maja 2012(dts)                  | Siesta w Studio                   | Tcheka                                                 | Warszawa, Teatr Studio                                                     |
| 30 września 2012(dts)              | Siesta w Studio                   | Márcio Faraco                                          | Warszawa, Teatr Studio                                                     |
| 21 października 2012(dts)          | Siesta w Studio                   | Fatoumata Diawara                                      | Warszawa, Teatr Studio                                                     |
| 2 grudnia 2012(dts)                | Siesta w Studio                   | Camané                                                 | Warszawa, Teatr Studio (2 koncerty)                                        |
| 12 czerwca 2013(dts)               |                                   | Tito Paris                                             | Wrocław, Synagoga Pod Białym Bocianem (w ramach Ethno Jazz Festival)       |
| 13 czerwca 2013(dts)               | Siesta w Studio                   | Tito Paris                                             | Warszawa, Teatr Studio (2 koncerty)                                        |
| 9 października 2013(dts)           | Siesta w Studio                   | Richard Bona                                           | Wrocław, Centrum Sztuki Impart (w ramach Ethno Jazz Festival)              |
| 10 października 2013(dts)          | Siesta w Studio                   | Richard Bona                                           | Bielsko-Biała, Bielskie Centrum Kultury                                    |
| 11 października 2013(dts)          | Siesta w Studio                   | Richard Bona                                           | Łódź, Klub Wytwórnia                                                       |
| 12 października 2013(dts)          | Siesta w Studio                   | Richard Bona                                           | Poznań, MPT (Sala Ziemi)                                                   |
| 13 października 2013(dts)          | Siesta w Studio                   | Richard Bona                                           | Warszawa, Teatr Studio (2 koncerty)                                        |
| 2 kwietnia 2014(dts)               |                                   | Sara Tavares                                           | Bielsko-Biała, Bielskie Centrum Kultury                                    |
| 3 kwietnia 2014(dts)               |                                   | Sara Tavares                                           | Wrocław, Synagoga Pod Białym Bocianem                                      |
| 5 kwietnia 2014(dts)               |                                   | Sara Tavares                                           | Łódź, Klub Wytwórnia                                                       |
| 6 kwietnia 2014(dts)               | Siesta w Studio                   | Sara Tavares                                           | Warszawa, Teatr Studio (2 koncerty)                                        |
| 27 listopada 2014(dts)             | Siesta w drodze                   | Noa                                                    | Bielsko-Biała, Bielskie Centrum Kultury                                    |
| 28 listopada 2014(dts)             | Siesta w drodze                   | Noa                                                    | Łódź, Klub Wytwórnia                                                       |
| 30 listopada 2014(dts)             | Siesta w drodze                   | Noa                                                    | Wrocław, Synagoga Pod Białym Bocianem                                      |
| 1 grudnia 2014(dts)                | Siesta w drodze / Siesta w Studio | Noa                                                    | Warszawa, Teatr Studio                                                     |
| 21 marca 2015(dts)                 | Siesta w drodze                   | Mayra Andrade                                          | Łódź, Klub Wytwórnia                                                       |
| 22 marca 2015(dts)                 | Siesta w drodze                   | Mayra Andrade                                          | Bielsko-Biała, Bielskie Centrum Kultury                                    |
| 23 marca 2015(dts)                 | Siesta w drodze                   | Mayra Andrade                                          | Wrocław, Synagoga Pod Białym Bocianem                                      |
| 25 marca 2015(dts)                 | Siesta w drodze / Siesta w Studio | Mayra Andrade                                          | Warszawa, Teatr Studio (2 koncerty)                                        |
| 16 czerwca 2015(dts)               | Siesta w drodze                   | Bobby McFerrin & Chick Corea                           | Bielsko-Biała, kościół św. Maksymiliana Kolbego                            |
| 11 października 2015(dts)          | Siesta w drodze                   | Yami (Fernando Araújo)                                 | Lublin, Stary Teatr                                                        |
| 12 października 2015(dts)          | Siesta w drodze                   | Yami (Fernando Araújo)                                 | Wrocław, klub Stary Klasztor (Sala Gotycka) (w ramach Ethno Jazz Festival) |
| 13 października 2015(dts)          | Siesta w drodze                   | Dianne Reeves                                          | Kraków, Centrum Kongresowe ICE                                             |
| 14 października 2015(dts)          | Siesta w drodze                   | Dianne Reeves                                          | Łódź, Klub Wytwórnia                                                       |
| 14 stycznia 2016(dts)              | Siesta w drodze                   | Mísia                                                  | Lublin, Teatr Stary                                                        |
| 15 stycznia 2016(dts)              | Siesta w drodze                   | Mísia                                                  | Lublin, Teatr Stary                                                        |
| 22 lutego 2016(dts)                | Siesta w drodze                   | Richard Bona                                           | Wrocław, Centrum Sztuki Impart (w ramach Ethno Jazz Festival)              |
| 24 lutego 2016(dts)                | Siesta w drodze                   | Richard Bona                                           | Toruń, Centrum Kulturalno-Kongresowe Jordanki                              |
| 29 września 2016(dts)              | Siesta w drodze                   | Ana Moura                                              | Bielsko-Biała, Bielskie Centrum Kultury                                    |
| 20 października 2016(dts)          | Siesta w drodze                   | Nancy Vieira                                           | Łódź, Klub Wytwórnia                                                       |
| 21 października 2016(dts)          | Siesta w drodze                   | Nancy Vieira                                           | Bielsko-Biała, Bielskie Centrum Kultury                                    |
| 22 października 2016(dts)          | Siesta w drodze                   | Nancy Vieira                                           | Poznań, Blue Note Poznań Jazz Club                                         |
| 23 października 2016(dts)          | Siesta w drodze                   | Nancy Vieira                                           | Lublin, Teatr Stary                                                        |
| 25 października 2016(dts)          | Siesta w drodze                   | Nancy Vieira                                           | Szczecin, Filharmonia im. Mieczysława Karłowicza                           |
| 26 października 2016(dts)          | Siesta w drodze                   | Nancy Vieira                                           | Wrocław, klub Stary Klasztor (Sala Gotycka) (w ramach Ethno Jazz Festival) |
| 13 listopada 2016(dts)             | Siesta w drodze                   | Richard Bona                                           | Gdańsk, Stary Maneż                                                        |
| 15 listopada 2016(dts)             | Siesta w drodze                   | Richard Bona                                           | Poznań, Blue Note Poznań Jazz Club                                         |
| 15 listopada 2016(dts)             | Siesta w drodze                   | Richard Bona                                           | Łódź, Klub Wytwórnia                                                       |
| 17 listopada 2016(dts)             | Siesta w drodze                   | Richard Bona                                           | Lublin, Teatr Stary                                                        |
| 20 listopada 2016(dts)             | Siesta w drodze                   | Richard Bona                                           | Rybnik, Teatr Ziemi Rybnickiej (w ramach Silesian Jazz Meeting)            |
| 17 maja 2017(dts)                  | Siesta w drodze                   | Jehro                                                  | Poznań, klub Blue Note                                                     |
| 18 maja 2017(dts)                  | Siesta w drodze                   | Jehro                                                  | Wrocław, klub Stary Klasztor (Sala Gotycka) (w ramach Ethno Jazz Festival) |
| 20 maja 2017(dts)                  | Siesta w drodze                   | Jehro                                                  | Bielsko-Biała, Bielskie Centrum Kultury                                    |
| 21 maja 2017(dts)                  | Siesta w drodze                   | Jehro                                                  | Łódź, Klub Wytwórnia                                                       |
| 24 maja 2017(dts)                  | Siesta w drodze                   | Jehro                                                  | Lublin, Teatr Stary                                                        |
| 24 września 2017(dts)              | Siesta w drodze                   | Lura                                                   | Szczecin, Filharmonia im. Mieczysława Karłowicza                           |
| 25 września 2017(dts)              | Siesta w drodze                   | Lura                                                   | Wrocław, klub Stary Klasztor (Sala Gotycka) (w ramach Ethno Jazz Festival) |
| 27 września 2017(dts)              | Siesta w drodze                   | Lura                                                   | Lublin, Teatr Stary                                                        |
| 28 września 2017(dts)              | Siesta w drodze                   | Lura                                                   | Bielsko-Biała, Bielskie Centrum Kultury                                    |
| 30 września 2017(dts)              | Siesta w drodze                   | Lura                                                   | Warszawa, klub Progresja                                                   |
| 1 października 2017(dts)           | Siesta w drodze                   | Lura                                                   | Łódź, Klub Wytwórnia                                                       |
| 2 października 2017(dts)           | Siesta w drodze                   | Lura                                                   | Toruń, Centrum Kulturalno-Kongresowe Jordanki                              |
| 4 listopada 2017(dts)              | Siesta w drodze                   | Mor Karbasi                                            | Bielsko-Biała, Bielskie Centrum Kultury                                    |
| 7 listopada 2017(dts)              | Siesta w drodze                   | Mor Karbasi                                            | Wrocław, klub Stary Klasztor (Sala Gotycka) (w ramach Ethno Jazz Festival) |
| 8 listopada 2017(dts)              | Siesta w drodze                   | Mor Karbasi                                            | Lublin, Teatr Stary                                                        |
| 10 lutego 2020(dts)                | Siesta w drodze                   | Maria Emília                                           | Łomianki, Jazz Cafe (dwa koncerty tego samego dnia)                        |
| 11 lutego 2020(dts)                | Siesta w drodze                   | Maria Emília                                           | Poznań, Blue Note Poznań                                                   |
| 12 lutego 2020(dts)                | Siesta w drodze                   | Maria Emília                                           | Wrocław, klub Stary Klasztor (Sala Gotycka)                                |
| 13 lutego 2020(dts)                | Siesta w drodze                   | Maria Emília                                           | Bielsko-Biała, Bielskie Centrum Kultury                                    |
| 14 lutego 2020(dts)                | Siesta w drodze                   | Maria Emília                                           | Lublin, Teatr Stary (dwa koncerty tego samego dnia)                        |
| 15 lutego 2020(dts)                | Siesta w drodze                   | Maria Emília                                           | Łódź, Klub Wytwórnia                                                       |
| 16 lutego 2020(dts)                | Siesta w drodze                   | Maria Emília                                           | Sanok, Sanocki Dom Kultury                                                 |
| 14 października 2020(dts)          | Siesta w drodze                   | Yami (Fernando Araújo)                                 | Łomianki, Jazz Cafe (dwa koncerty tego samego dnia)                        |
| 15 października 2020(dts))         | Siesta w drodze                   | Yami (Fernando Araújo)                                 | Lublin, Teatr Stary                                                        |
| 17 października 2020(dts)          | Siesta w drodze                   | Yami (Fernando Araújo)                                 | Sanok, Sanocki Dom Kultury                                                 |
| 18 października 2020(dts)          | Siesta w drodze                   | Yami (Fernando Araújo)                                 | Bielsko-Biała, Bielskie Centrum Kultury                                    |
| 19 października 2020(dts)          | Siesta w drodze                   | Yami (Fernando Araújo)                                 | Wrocław, Stary Klasztor                                                    |
| 15 listopada 2020(dts) (w planach) | Siesta w drodze                   | Richard Bona & Alfredo Rodríguez Band                  | Katowice, NOSPR                                                            |
| 17 listopada 2020(dts) (w planach) | Siesta w drodze                   | Richard Bona with Alfredo Rodríguez & Pedrito Martinez | Warszawa, Teatr Muzyczny „Roma”                                            |
| 13 grudnia 2020(dts) (w planach)   | Siesta w drodze                   | The Manhattan Transfer                                 | Katowice, NOSPR                                                            |
| 29 maja 2021(dts) (w planach)      | Siesta w drodze                   | Pat Metheny                                            | Warszawa, klub Palladium                                                   |
| 1 czerwca 2021(dts) (w planach)    | Siesta w drodze                   | Pat Metheny                                            | Bielsko-Biała, kościół św. Maksymiliana Kolbego                            |
| 3 czerwca 2021(dts) (w planach)    | Siesta w drodze                   | Pat Metheny                                            | Wrocław, Narodowe Forum Muzyki                                             |
| 4 czerwca 2021(dts) (w planach)    | Siesta w drodze                   | Pat Metheny                                            | Bydgoszcz, Opera Nova (w ramach festiwalu Drums Fusion)                    |
| 5 czerwca 2021(dts) (w planach)    | Siesta w drodze                   | Pat Metheny                                            | Sopot, Opera Leśna                                                         |

## Wydawnictwa płytowe

### Siesta – muzyka świata
Bezpośrednio z audycją związana jest wydawana od 2005 roku seria sygnowanych nazwiskiem Marcina Kydryńskiego albumów kompilacyjnych Siesta. Pięć z nich – Siesta 4 (2009), Siesta 5 (2010), Siesta 7 (2012), Siesta 8 (2013, platyna w 2016) i Siesta X (2015) – uzyskały w Polsce status platynowych.